# Animalization
Animalization är ett musikalbum med The Animals, utgivet i USA augusti 1966 av skivbolaget MGM Records. Albumet innehåller spår som också är på det brittiska albumet Animalisms med The Animals som utgavs maj 1966 av skivbolaget Columbia.

## Låtlista
Sida 1
1. ""Don't Bring Me Down" (Gerry Goffin/Carole King) – 3:13
2. "One Monkey Don't Stop No Show" (Joe Tex) – 3:20
3. "You're On My Mind" (Eric Burdon/Dave Rowberry) – 2:54
4. "Cheating" (Eric Burdon/Chad Chandler) – 2:23
5. "She'll Return It" (Eric Burdon/Dave Rowberry) – 2:47
6. "Inside Looking Out" (John Avery Lomax/Alan Lomax/Eric Burdon/Chas Chandler) – 3:47

Sida 2
1. "See See Rider" (Ma Rainey) – 3:58
2. "Gin House Blues" (Henry Troy/Fletcher Henderson) – 4:37
3. "Maudie" (John Lee Hooker) – 4:03
4. "What Am I Living For" (Fred Jay/Art Harris) – 3:12
5. "Sweet Little Sixteen" (Chuck Berry) – 3:07
6. "I Put a Spell on You" (Screamin' Jay Hawkins) – 2:55

## Medverkande
Musiker
- Eric Burdon – sång
- Dave Rowberry – keyboard
- Hilton Valentine – gitarr
- Chas Chandler – basgitarr
- John Steel – trummor
- Barry Jenkins – trummor (på "Don't Bring Me Down", "Cheating" och "See See Rider")

Produktion
- Tom Wilson – musikproducent
- Val Valentin – ljudtekniker